# Domaine public (propriété intellectuelle)
Pour les articles homonymes, voir Domaine public.

Symbole, sans valeur juridique, utilisé pour indiquer qu'une œuvre est dans le domaine public.

En droit de la propriété intellectuelle, le domaine public désigne l'ensemble des œuvres de l'esprit et des connaissances dont l'usage n'est pas ou n'est plus restreint par la loi.
Cela peut être par exemple : un savoir sur lequel aucun monopole n'est accordé (comme une formule mathématique), une œuvre de l'esprit qui n'est pas protégée par le droit d'auteur (comme le discours d'un parlementaire), une œuvre de l'esprit qui n'est plus protégée par le droit d'auteur (après expiration), ou un brevet qui a expiré. Dans les deux derniers cas, on dit alors que cette œuvre ou ce brevet est « « tombé » (« entré » ou « élevé ») dans le domaine public »[réf. nécessaire].
L'entrée dans le domaine public ne correspond pas à une réalité uniforme dans le monde. Le copyright et le droit d'auteur notamment varient d'un pays à l'autre. Ainsi, au Canada une œuvre entrait dans le domaine public 50 ans après la mort de tous ses auteurs (70 ans depuis le 1er janvier 2023), alors qu'en France cette durée de protection a été étendue à 70 ans dès 1995.
L'entrée dans le domaine public ne signifie pas non plus que plus aucune restriction n'existe sur l'œuvre. Pour une photographie de modèle, la personne sur la photo dispose toujours de son droit à l'image, même si l'image est entrée dans le domaine public. Dans les pays où s'applique le droit d'auteur, les auteurs et leurs héritiers conservent indéfiniment leur droit moral, qui impose notamment de respecter l'intégrité de l'œuvre et de citer correctement son auteur. Dans ce cadre, les œuvres n'entrent dans le domaine public que lorsque les droits de chaque auteur sont épuisés.
Dans les pays de copyright, comme les États-Unis, il est possible pour l'auteur de renoncer totalement à ses droits. Dans les pays qui appliquent le droit d'auteur, comme la France, certains droits demeurent, même lorsque l'œuvre est dans le domaine public, le droit moral ne pouvant faire l'objet d'une renonciation. Certaines licences, telle la licence CC0, tentent de se rapprocher le plus possible du domaine public, en permettant de renoncer à autant de droits que le permet la loi.
Le domaine public fédère de nombreuses activités économiques, basées notamment sur l'exploitation des œuvres de l'esprit ou des connaissances. C'est le cas par exemple des éditions de créations littéraires anciennes ou des médicaments génériques (dont le brevet est venu à échéance).

## Histoire
Évoqué à plusieurs reprises depuis l'antiquité, la notion de « domaine public » reçoit une formulation juridique au cours du XVIIIe siècle. De nombreux débats publics autour de la législation sur le droit d'auteur et le copyright aboutissent au développement d'un compromis entre les auteurs, les éditeurs et la société civile.

### Statut et débats
L'origine du domaine public est assez débattue. Il est en particulier difficile de déterminer s'il s'agit d'une situation par défaut, prévalant universellement avant l'adoption de la propriété intellectuelle, ou d'une invention apparue en concomitance avec le copyright et le droit d'auteur.
Dans l'absolu, il n'existe aucune législation explicite sur la propriété intellectuelle antérieure au Statut de la reine Anne, daté de 1710. Jusqu'à cette date, la libre diffusion des œuvres, sans aucune condition aurait été la norme. L'expression « domaine public » n'est pas attesté avant la seconde moitié du XVIIe siècle, bien que, en tant que concept, « il peut être déjà identifié dans l'ancienne loi romaine, en tant que partie intégrante d'un système de droits de propriété ».
L'absence de toute législation n'entraîne pas pour autant l'absence de mécanismes de régulation étatiques et para-étatiques. Dès la Renaissance, les corporations d'imprimeurs établissent des règles d'appropriation relativement informelles. Certains éditeurs particulièrement renommés peuvent également obtenir un privilège royal, qui correspond à un monopole de la publication d'une œuvre. Sous ce régime particulier, les œuvres de l'Antiquité sont tout autant appropriable que les œuvres modernes.

### Royaume-Uni
Au Royaume-Uni, le Statut de la Reine Anne provoque l'émergence du domaine public, alors inexistant en spécifiant une durée limitée de protection. Adopté en 1710, le Statut met en place un copyright de quatorze ans, renouvelable une fois, ce qui autorise une durée de protection maximale de vingt-huit ans. Seules les publications récentes sont ainsi concernées. Les libraires et les imprimeurs pouvaient auparavant réclamer un privilège royal, y compris sur la publication des œuvres anciennes. Jouissant toujours d'une grande faveur populaire, les œuvres de Shakespeare, Milton ou Chaucer sont diffusées largement par des éditions à bas coût. De nouveaux entrants profitent de cette manne inexploitée pour concurrencer les libraires londoniens historiques.
Dès lors, « le but principal de la corporation des imprimeurs était la protection perpétuelle. Ils avaient tiré amplement profit de la publication des œuvres canoniques, qu'il s'agisse de celles de la Grèce antique ou des pièces de Shakespeare et ils redoutaient la perte de revenu lorsque ces œuvres entreraient dans le cadre nouvellement créé du domaine public ». Les défenseurs de cette conception invoquent ainsi l'existence, antérieurement au Statut de la Reine Anne, d'un copyright de droit commun (en) (Common Law Copyright), où la propriété intellectuelle serait entièrement analogue à la propriété foncière : elle pourrait être cédée et protégée éternellement.
Plusieurs procès ont conduit au rejet sans ambiguïté du copyright de droit commun. En 1774, la Chambre des lords examine le litige Donaldson v. Beckett (en). Un éditeur écossais, Alexander Donaldson (en), entreprend de publier un poème de James Thomson, alors passé dans le domaine public en vertu du Statut de la Reine Anne. L'éditeur londonien Thomas Beckett s'y oppose en arguant de la préséance du copyright de droit commun sur le Statut de la Reine Anne. Le débat conclut au rejet des prétentions de Thomas Beckett. Lord Camden insiste notamment sur les dérives possibles d'une protection intellectuelle perpétuelle : les éditeurs pourraient fixer les œuvres aux prix qui les arrangent « jusqu'à ce que le public devienne leur esclave ». De son point de vue, cette disposition « deviendra intolérable. Le savoir et les sciences ne doivent pas être enchaînés à une telle toile d'araignée ».
À la suite du litige Donaldson v. Beckett, la propriété intellectuelle perpétuelle n'a plus été envisagée pour l'ensemble des publications existantes. Elle a cependant été appliquée dans quelques cas spécifiques. Le Copyright Act of 1775 propose ainsi une exception limitée à une dizaine d'établissements universitaires anglais et écossais, qui pourraient réclamer un copyright perpétuel sur certaines de leurs publications. Ainsi, la Bible du roi Jacques ne peut être imprimée que par les universités de Cambridge et d'Oxford. Cette exception a été abolie en 1988, mais l'abolition ne devrait pas être effective avant 2039, et de toute façon elle ne s'applique pas aux œuvres (telles que la Bible, le Book of Common Prayer, etc.) dont la protection résulte de lettres patentes.

## Par législation

### Canada
Le droit de copie au Canada dure 50 ans après la mort de l'auteur. Si le livre a été publié pendant la vie de l'auteur et que l'auteur est mort il y a 51 ans ou plus, alors le livre est dans le domaine public du Canada. Tout ce qui a été publié avant le 1er janvier 1949 est dans le domaine public. En octobre 2018, cette durée minimale est rapportée à 70 ans après la mort de l'auteur (75 ans pour les enregistrements sonores) à la suite des nouvelles dispositions imposées par la signature de l'Accord Canada–États-Unis–Mexique. Le pays dispose d'un délai de deux ans et demi pour ratifier ce changement.

### États-Unis
Aux États-Unis, n'importe quel livre publié avant 1930 entre dans le domaine public. Le copyright américain dure pendant 95 ans pour les livres publiés la première fois entre 1930 et 1978 si le copyright a été correctement enregistré et maintenu. Des œuvres publiées en 1930 ou après peuvent entrer dans le domaine public aux États-Unis si certaines conditions sont réunies.

### France
Voir l'article détaillé, la durée est en général de 70 ans après la mort de l'auteur ; toutefois les œuvres d'auteurs morts pour la France jouissent d'une protection plus longue. Sauf exceptions, les œuvres dont les auteurs sont décédés avant 1955 sont entrées en France dans le domaine public.

### Suisse
Les œuvres sont dans le domaine public en Suisse 50 ans (pour les logiciels) ou 70 ans (pour les autres œuvres) après la mort de l'auteur ou la date de publication.

### Union européenne
Depuis une directive européenne du 29 octobre 1993, et donc dans l'ensemble des pays membres de l'Union, les œuvres entrent dans le domaine public « soixante-dix ans après le décès de leur auteur ou, s'il s'agit d'une œuvre de collaboration, 70 ans à compter du décès du dernier auteur survivant ». Cette durée de protection échue et sauf prorogation, il n'est plus obligatoire de demander une autorisation aux titulaires des droits sur ces œuvres.
Toutefois, le droit moral est perpétuel, et impose notamment de respecter la paternité de l'auteur sur sa création par une citation de son nom et de sa qualité.
Concernant la musique, la règle des 70 ans s'applique aux compositeurs aussi bien qu'aux interprètes. De très nombreux enregistrements de musique classique entrent chaque année dans le domaine public et deviennent entièrement libres de droits d'auteurs (décédés depuis plus de 70 ans) et droits voisins (enregistrés et publiés il y a plus de 70 ans), et peuvent donc être librement copiés et distribués, ou téléchargés via un réseau de pair-à-pair sans aucune restriction .